# Адаптивна оптика
Адапти́вна о́птика (від лат. adapto — пристосовую та грец. οπτική — наука про зір) — динамічна оптична система, спроможна виправляти хвильовий фронт електромагнітного випромінювання, що викривлюється на шляху його поширення від джерела до приймача. На відміну від активної оптики із повільною корекцією до адаптивної здебільшого належать швидкодійні системи, що працюють на частотах 1—1000 Гц.

## Історія
Ідеї адаптивної оптики належать У. Бебоку. Ними зацікавилися 1953 року, коли виникла потреба подолати обмеження роздільної здатності телескопів, зумовлені, в першу чергу, атмосферною нестабільністю, а також похибками ведення телескопа, його дрижанням, термічною деформацією, сейсмічними коливаннями. Втілення цих ідей стало можливим із середини 70-х років. Одна з перших спроб побудови адаптивної оптики — семиелементний телескоп АСТ-1200, встановлений у Кримській Астрофізичній обсерваторії.
Детальну побудову адаптивної оптики та перші результати її застосування наведено у працях західноєвропейської асоціації обсерваторій (COME-ON) за проектами Європейської південної обсерваторії (ESO).

## Застосування
Атмосферна турбулентність має випадковий характер й спричинює як поглинання, так і заломлення світла, які залежать від довжини хвилі випромінювання. Шкала атмосферних неоднорідностей сягає від 0,5 м до сотень метрів. Світло по-різному заломлюється на цих неоднорідностях й при використанні дзеркальних телескопів великої апертури (кілька метрів) це приводить до розмиття отриманого зображення. Корекція здійснюється спеціалізованою комп'ютерною системою за рахунок мікрозмін кривини первинного дзеркала з метою компенсувати миттєвий вклад атмосферної турбулентності. Динамічне відстеження змін зкоригованого хвильового фронту дозволяє постійно підтримувати його плоску форму, що значно підвищує роздільну здатність телескопа. Застосування адаптивної оптики у наземних телескопах дозволяє їм наблизитися до теоретичної роздільної здатності, обмеженої лише дифракцією.

## Див.також
- Мерехтіння зір